# Mieczysław Walkiewicz
Mieczysław Walkiewicz (ur. 5 listopada 1949 w Nowej Wólce) – polski polityk, lekarz, poseł na Sejm V kadencji.

## Życiorys
Przed 1989 działał w opozycji demokratycznej, w stanie wojennym został internowany na kilkanaście dni w maju 1982.
Ukończył studia na Akademii Medycznej w Lublinie, uzyskał następnie stopień doktora z zakresu rehabilitacji. Zawodowo związany z placówkami służby zdrowia, był m.in. dyrektorem Szpitala MSWiA w Głuchołazach.
Od 1994 do 1998 zasiadał w radzie i zarządzie miasta Głuchołazy. W latach 1998–2002 z ramienia Akcji Wyborczej Solidarność zasiadał w sejmiku opolskim, następnie do 2005 był radnym powiatu nyskiego.
Z listy Prawa i Sprawiedliwości w wyborach parlamentarnych w 2001 bez powodzenia kandydował do Sejmu, a w wyborach w 2005 uzyskał mandat posła z okręgu opolskiego, zdobywając 4634 głosy. W wyborach parlamentarnych w 2007 bez powodzenia ubiegał się o reelekcję. W 2011 przystąpił do ugrupowania Polska Jest Najważniejsza.
Mieszka w Głuchołazach.
W 2000 otrzymał Złoty Krzyż Zasługi.